# Giovanni Scher
Guerrino Giovanni Antonio Scher (ur. 21 października 1915 w Buie, zm. 22 stycznia 1992 w Trieście) – włoski wioślarz, srebrny medalista olimpijski.
Wystąpił na igrzyskach olimpijskich w Los Angeles w 1932, gdzie Włosi w składzie: Bruno Vattovaz, Giovanni Plazzer, Riccardo Divora, Bruno Parovel i Giovanni Scher (sternik) zdobyli srebrny medal w czwórkach ze sternikiem. W finale o 0,2 sekundy przegrali z osadą Niemiec. Był to jego jedyny start olimpijski.